# فرودگاه یان ماین
فرودگاه یان ماین (به انگلیسی: Jan Mayensfield) یک فرودگاه نظامی است که یک باند فرود خاک دارد و طول باند آن ۱۵۸۵ متر است. این فرودگاه در شهر یان ماین کشور نروژ قرار دارد.